# Never Let Go (Bryan Adams)
Never Let Go è una canzone del cantante Bryan Adams.
Il brano è stato scritto da Adams insieme a Eliot Kennedy e Trevor Rabin e registrato nel 2006 per la colonna sonora del film The Guardian - Salvataggio in mare con protagonisti Kevin Costner ed Ashton Kutcher. Il brano ha ricevuto una nomina come Miglior canzone originale all'11ª edizione dei Satellite Awards.